# Marmota broweri
Marmota broweri  (Marmota de Alaska) este o specie de marmotă (un mamifer săpător și hibernant din ordinul rozătoarelor / Rodentia), din  familia Sciuridae, care se întâlnește în Alaska.

## Descriere
Marmota broweri are aparența celorlalte marmote (corp bondoc). Măsoară circa 60 cm, având o greutate medie de 3,4 kg. Colorația sa este în general negricioasă.